# TXM
TXM est un logiciel de textométrie open-source et gratuit utilisé dans le traitement automatique du langage naturel, l'analyse de données textuelles, l'analyse du discours, l'analyse de contenu, la logométrie, la littérométrie, ou autres fouilles de textes effectuées en linguistique, mais aussi et de plus en plus, en sciences humaines et sociales (par exemple en sociologie et en géographie) et dans les autres disciplines connexes que regroupe le champ des humanités numériques.
Ce logiciel peut être installé tant sur un ordinateur personnel que sur un serveur informatique. Il intègre notamment un moteur statistique basé sur le logiciel libre « R » et un moteur de lemmatisation basé sur TreeTagger.
Depuis 2007, le logiciel TXM est co-développé par le laboratoire IHRIM de l'École normale supérieure de Lyon (groupe de recherche Cactus mené par Serge Heiden) et le laboratoire ELLIADD de l'université de Franche-Comté.